# ويليام شارف
ويليام شارف (بالإنجليزية: William Scharf)‏ هو رسام وفنان أمريكي، ولد في 1927، وتوفي في 15 يناير 2018.